# Новые Клины
Новые Клины — деревня в Износковском районе Калужской области Российской Федерации. Входит в состав сельского поселения «Деревня Ореховня». 
Стоит на месте упразднённой деревни Клины, вновь образованной в 2017-м году. 

## География
Деревня находится в северной части Калужской области, в зоне хвойно-широколиственных лесов, в пределах южного склона Смоленско-Московской возвышенности, на берегах реки река Желонья, при региональной автодороге 29Н-199. Ближайшие населенные пункты — Волынцы, Луткино. 

### Климат
Климат характеризуется как умеренно континентальный, с тёплым летом и умеренно холодной зимой. Среднегодовая многолетняя температура воздуха составляет 3,8 °C. Средняя температура воздуха самого тёплого месяца (июля) — 17,6 °C (абсолютный максимум — 38 °C); самого холодного (января) — −10 °C (абсолютный минимум — −43 °C). Среднегодовое количество атмосферных осадков составляет около 620 мм.

## Население
1. Н/Д[7]

1. Н/Д[8]